# Vanadjou
Vanadjou är en ort i Komorerna.   Den ligger i distriktet Grande Comore, i den nordvästra delen av landet, 11 km norr om huvudstaden Moroni. Vanadjou ligger 182 meter över havet och antalet invånare är 1 830. Den ligger på ön Grande Comore.
Terrängen runt Vanadjou är varierad. Havet är nära Vanadjou västerut. Runt Vanadjou är det tätbefolkat, med 411 invånare per kvadratkilometer. Närmaste större samhälle är Moroni, 10,8 km söder om Vanadjou. Omgivningarna runt Vanadjou är en mosaik av jordbruksmark och naturlig växtlighet.